# Macaroeris catus
Macaroeris catus är en spindelart som först beskrevs av John Blackwall 1867.  Macaroeris catus ingår i släktet Macaroeris och familjen hoppspindlar. Inga underarter finns listade i Catalogue of Life.